# Gardineriidae
Gardineriidae Stolarski, 1996  è una famiglia di madrepore della sottoclasse degli Esacoralli.

## Descrizione
La famiglia Gardineriidae è composta da specie costituite da polipi solitari che sono privi di zooxantelle. Hanno circa 16 lunghi tentacoli tubercolati sulle punte. All'esterno l'anello di tentacoli si estende su un disco membranoso con pieghe radiali e concentriche.
Lo scheletro ha forma cilindrica o a coppa, con calici del diametro caliculare massimo di circa 32 mm. Secondo lo studioso polacco Stolarski la struttura scheletrica di base della famiglia si formò nei primo periodo del Mesozoico.

## Distribuzione e habitat
Le specie sono distribuite nelle acque dell'Oceano Indo-Pacifico e nell'Oceano Atlantico  Vivono tra 2 e 1.200 m di profondità.

## Tassonomia
La famiglia è composta da 2 generi:
- Gardineria Vaughan, 1907 (5 specie)
- Stolarskicyathus Cairns, 2004 (1 sp.)